# Il piano nella foresta
Il piano nella foresta (ピアノの森 – The perfect world of KAI?, Piano no mori - The perfect world of KAI) è una serie televisiva anime prodotta dallo studio Gaina. La prima stagione di 12 episodi è stata trasmessa dal network giapponese NHK a partire dal 9 aprile 2018, la seconda stagione è stata trasmessa in Giappone a partire dal 27 gennaio 2019. La serie è stata distribuita nel resto del mondo da Netflix che ha reso disponibile in streaming la prima stagione dal 28 settembre 2018 e la seconda dal 24 giugno 2019, entrambe anche con doppiaggio italiano.
L'anime è la trasposizione del manga ピアノの森 (Piano no mori?) inedito in Italia, scritto e illustrata da Makoto Isshiki e pubblicato dall'editore giapponese Kōdansha. Nel 2007 il manga era già stato adattato nel film d'animazione Piano Forest - Il piano nella foresta (ピアノの森?, Piano no Mori), diretto da Masayuki Kojimae.

## Trama
Shûhei Amamiya è un ragazzo delle elementari proveniente da una famiglia benestante di musicisti. Suona il pianoforte da quando era molto piccolo per molte ore al giorno, perché si è reso subito conto che il suo destino è di diventare un grande pianista come il padre o forse il più grande pianista del Giappone. Kai Ichinose è invece un ragazzino che proviene da una famiglia disagiata (sua madre è una prostituta). Frequenta saltuariamente la scuola e sembrerebbe che la musica classica fosse l'ultimo dei suoi interessi, ma quando Shûhei lo sente suonare il misterioso grande pianoforte abbandonato nella foresta vicino alla città capisce subito quanto sia grande il talento del suo compagno di classe. Il maestro di pianoforte della scuola Sosuke Ajino, quando ha occasione di sentire suonare Kai decide di insegnargli i rudimenti della musica (il ragazzo non sa leggere neppure gli spartiti) per portarlo al concorso pianistico nazionale.
Al concorso pianistico si presenta anche Shûhei: la sua è un'esecuzione perfetta eseguita con estrema perizia, che lo fa arrivare al primo posto. Kai invece, con la sua esecuzione istintiva, geniale e in parte sregolata non riesce neppure a qualificarsi per la finale nazionale. Shûhei che ha ascoltato rapito l'incredibile esecuzione di Kai, si rende conto con tristezza che nonostante tutta la sua ferrea disciplina e i sacrifici passati e futuri per migliorare la sua tecnica, gli sarebbe stato sempre inferiore. Per fuggire da tutto ciò, in accordo col padre, decide quindi di lasciare il Giappone per perfezionare la sua tecnica all'estero. Kai invece decide di rimanere in Giappone e proseguire lo studio della musica col suo Maestro Ajino, anche per rimanere accanto alla madre.
Dopo cinque anni Shûhei è in piena crisi artistica, sa di aver raggiunto la perfezione nelle sue esecuzioni e non riesce più a suonare perché si sente ancora distante dall'immenso talento del suo amico Kai, capace di andare oltre la perfezione. Decide quindi di ritornare in Giappone per affrontare finalmente ciò che più lo spaventa e si mette alla ricerca dell'amico, per scoprire che sta studiando presso la prestigiosa Università della musica Kiriyama, sotto la guida di Ajino che lì insegna. Shûhei scopre inoltre che Kai ha intenzione di presentarsi l'anno successivo al Concorso pianistico internazionale Fryderyk Chopin e decide di iscriversi anche lui, perché capisce che riuscire ad essere migliore di Kai in una competizione pianistica è l'unico modo per scacciare quell'enorme complesso di inferiorità che lo sta bloccando.

## Personaggi
Kai Ichinose (一ノ瀬 海?, Ichinose Kai)
Doppiato da: Sōma Saitō, Ryōko Shiraishi da giovane (ed. giapponese), Alessio Puccio (ed. italiana)
È un ragazzino che frequenta le scuole elementari, apparentemente spensierato e sempre pronto ad azzuffarsi con i compagni di classe. Proviene da una famiglia disagiata, sua madre Reiko è una prostituta e suo padre è ignoto. Frequenta saltuariamente la scuola e sembrerebbe che la musica classica potesse essere l'ultimo dei suoi interessi, ma quando il suo compagno di classe Shûhei lo sente suonare il misterioso grande pianoforte abbandonato nella foresta vicino alla città, intuisce subito l'istintivo grande talento dell'amico, che ha la capacità di ricordare all'istante qualsiasi brano di pianoforte ascoltato anche soltanto una volta e di riprodurlo perfettamente.
Shūhei Amamiya (雨宮修平?, Amamiya Shūhei)
Doppiato da: Natsuki Hanae, Yō Taichi da giovane (ed. giapponese), Niccolò Guidi (ed. italiana)
È un ragazzo delle elementari, compagno di classe di Kai. Proviene da una famiglia benestante di famosi musicisti. Suona il pianoforte da quando era molto piccolo per molte ed interminabili ore al giorno, ma non lo fa per divertimento perché si è reso subito conto che il suo destino e la sua missione è di diventare un grande pianista come il padre o forse anche di più: il più grande pianista del Giappone. Diventa subito amico di Kai, ma viene sopraffatto dal suo talento, che reputa irraggiungibile per quanti sforzi lui possa fare e per quanto impegno possa profondere.
Sōsuke Ajino (阿字野壮介?, Ajino Sōsuke)
Doppiato da: Junichi Suwabe (ed. giapponese), Alessio Cigliano (ed. italiana)
Sōsuke è l'insegnante di musica della scuola di Kai e Shūhei. In gioventù era un pianista famoso per il suo impareggiabile modo di suonare e vincitore di numerosi premi. La sua carriera fu però bruscamente interrotta dopo un incidente automobilistico nel quale lui si ferì alla mano sinistra e la sua fidanzata rimase uccisa. Dopo aver scoperto l'affinità di Kai per il pianoforte, diventa il suo insegnante.
Reiko Ichinose (一ノ瀬 怜子?, Ichinose Reiko)
Doppiata da: Maaya Sakamoto (ed. giapponese), Selvaggia Quattrini (ed. italiana)
All'inizio della storia ha circa 25 anni è nata e cresciuta in un quartiere degradato al limite della foresta che lambisce la città e fa la prostituta per mantenere lei e suo figlio. Ama molto il mare, anche se non lo ha mai visto, e quando a 15 anni ha avuto un bambino lo ha chiamato Kai, che si scrive con lo stesso ideogramma giapponese di "mare" (海?).
Takako Maruyama (丸山誉子?, Maruyama Takako)
Doppiata da: Aki Yuki (ed. giapponese), Enrica Fieno (ed. italiana)
Namie Amamiya (雨宮奈美恵?, Amamiya Namie)
Doppiato da: Mariya Miyake (ed. giapponese), Angela Brusa (ed. italiana)

## Manga
Il manga ピアノの森 (Piano no mori?) è scritto e illustrata da Makoto Isshiki e pubblicato dall'editore giapponese Kōdansha inizialmente su Young Magazine Uppers (ヤングマガジンアッパーズ?) fino alla chiusura della rivista, poi sul settimanale Shūkan Mōningu (週刊モーニング?). La serializzazione del fumetto è stata irregolare: iniziata nel 1998 si è interrotta nel 2002 per riprendere nel 2006 e per concludersi definitivamente il 22 dicembre 2015 dopo 26 tankōbon per complessivi 241 capitoli.
Makoto Isshiki è stato ispirato ad iniziare il fumetto dopo aver visto un documentario su Stanislav Bunin, vincitore del Concorso pianistico internazionale Fryderyk Chopin del 1985. Per il nome del suo protagonista Kai Ichinose (一ノ瀬 海?, Ichinose Kai)) l'autore decise di fare un gioco di parole. "Ichinose Kai" potrebbe infatti essere pronunciato anche come "ichi no sekai", cioè "numero uno al mondo".

### Accoglienza
Il manga ha ricevuto il Gran Premio come miglior manga al 12° Japan Media Arts Festival del 2008. In Giappone il fumetto ha venduto oltre 3,5 milioni di copie.

### Volumi manga
| Nº | Volumi    | Data di prima pubblicazione                                                               | Data di prima pubblicazione |
| Nº | Volumi    | Giapponese                                                                                |                             |
| 1  | Volume 1  | 6 agosto 1999 ISBN 978-4-06-346030-8                                                      |                             |
| 2  | Volume 2  | 6 agosto 1999 ISBN 978-4-06-346031-5                                                      |                             |
| 3  | Volume 3  | 8 ottobre, 1999 ISBN 978-4-06-346040-7                                                    |                             |
| 4  | Volume 4  | 7 aprile 2000 ISBN 978-4-06-346056-8                                                      |                             |
| 5  | Volume 5  | 7 agosto, 2000 ISBN 978-4-06-346067-4                                                     |                             |
| 6  | Volume 6  | 7 marzo 2001 ISBN 978-4-06-346097-1                                                       |                             |
| 7  | Volume 7  | 7 settembre 2001 ISBN 978-4-06-346118-3                                                   |                             |
| 8  | Volume 8  | 17 maggio 2002 ISBN 978-4-06-346142-8                                                     |                             |
| 9  | Volume 9  | 8 novembre 2002 ISBN 978-4-06-346169-5                                                    |                             |
| 10 | Volume 10 | 22 luglio 2005 ISBN 978-4-06-372449-3                                                     |                             |
| 11 | Volume 11 | 22 dicembre 2005 ISBN 978-4-06-372483-7                                                   |                             |
| 12 | Volume 12 | 21 aprile 2006 ISBN 978-4-06-372509-4                                                     |                             |
| 13 | Volume 13 | 22 dicembre 2006 ISBN 978-4-06-372554-4                                                   |                             |
| 14 | Volume 14 | 22 giugno 2007 ISBN 978-4-06-372610-7 (ed. normale) ISBN 978-4-06-364699-3 (ed. limitata) |                             |
| 15 | Volume 15 | 23 maggio 2008 ISBN 978-4-06-372675-6 (ed. normale) ISBN 978-4-06-362113-6 (ed. limitata) |                             |
| 16 | Volume 16 | 21 agosto 2009 ISBN 978-4-06-372752-4                                                     |                             |
| 17 | Volume 17 | 23 marzo 2010 ISBN 978-4-06-372881-1                                                      |                             |
| 18 | Volume 18 | 23 luglio 2010 ISBN 978-4-06-372917-7                                                     |                             |
| 19 | Volume 19 | 22 novembre 2010 ISBN 978-4-06-372917-7                                                   |                             |
| 20 | Volume 20 | 23 settembre 2011 ISBN 978-4-06-372980-1                                                  |                             |
| 21 | Volume 21 | 22 novembre 2011 ISBN 978-4-06-387022-0                                                   |                             |
| 22 | Volume 22 | 23 agosto 2012 ISBN 978-4-06-387099-2                                                     |                             |
| 23 | Volume 23 | 23 maggio 2013 ISBN 978-4-06-387117-3                                                     |                             |
| 24 | Volume 24 | 23 maggio 2014 ISBN 978-4-06-388324-4                                                     |                             |
| 25 | Volume 25 | 23 ottobre 2014 ISBN 978-4-06-388389-3                                                    |                             |
| 26 | Volume 26 | 22 dicembre 2015 ISBN 978-4-06-388485-2                                                   |                             |

## Anime
Dal manga, nel 2018 è stata tratta la prima stagione della serie televisiva anime in 12 episodi Il piano nella foresta (ピアノの森 – The perfect world of KAI?, Piano no mori - The perfect world of KAI), prodotta dallo studio Gaina e trasmessa dal network giapponese NHK a partire dal 9 aprile 2018. La distribuzione internazionale è stata acquisita da Netflix che ne ha curato la sottotitolazione e il doppiaggio in più lingue tra cui l'italiano, e ha reso disponibile la serie via streaming dal 28 settembre 2018. La seconda stagione dell'anime, sempre in 12 episodi, è stata trasmessa in Giappone a partire dal 27 gennaio 2019. e distribuita da Netflix dal 24 giugno 2019.
La prima stagione della serie televisiva si conclude con l'esibizione di Kai al Concorso pianistico internazionale Fryderyk Chopin, al capitolo 142 del manga sui 241 complessivi.

### Sigle
Tema di apertura (episodi 2-12)
海へ (Umi e?), lett: "Al mare", ma anche: "Da Kai", musica di Frederic Chopin (Studio op. 10 n. 1)
Tema di chiusura (episodi 1-12)
帰る場所があるということ (Kaerubasho ga aru to iu koto?), lett: "C'è un posto dove tornare", musica e arrangiamento di hisakuni, è cantata da Aoi Yūki (悠木碧?, Yūki Aoi)

### Esecuzioni musicali
Le parti suonate al pianoforte sono state eseguite da pianisti professionisti, abbinati ciascuno ad un personaggio:
- Kyohei Sorita (Sōsuke Ajino)
- Takagi Ryoma (Shūhei Amamiya)
- Niu Niu (Wei Pang)
- Szymon Nehring (Lech Szymanowski)
- Juliette Journaux (Sophie Ormesson)

Le esibizioni dei pianisti junior Kotone Uehara, Modan Oyama, Kamuro Sahara e Ayano Baba sono invece state utilizzate per le parti suonate da Kai, Shūhei o Takako durante la loro infanzia, nella prima parte della serie.
Episodio 1
- Studio op. 10 n. 1 in do maggiore (Fryderyk Chopin)
- Little Brown Jug (Joseph E. Winner)

Episodio 2
- Sonata per pianoforte n. 2 in fa maggiore K. 280 (Wolfgang Amadeus Mozart)
- Für Elise (Ludwig van Beethoven)
- Sinfonia n. 5 in do minore op. 67 (Ludwig van Beethoven)

Episodio 3
- Sonata per pianoforte n. 2 in fa maggiore K. 280 (Wolfgang Amadeus Mozart)

Episodio 4
- Valzer op. 18 - Grande valse brillant (Fryderyk Chopin)
- Valzer op. 64 n. 1 - Valzer del minuto (Fryderyk Chopin)

Episodio 7
- Sakura, Sakura (canzone popolare giapponese)
- Suite inglese n. 2 in la minore BWV 807,  1. Preludio (Johann Sebastian Bach)
- Harmonies poétiques et religieuses S. 173 No. 7, Funérailles (Franz Liszt)
- Grande Fantaisie de bravoure sur La Clochette S. 420 (Franz Liszt)
- La campanella Étude S.140 No.3 in sol diesis minore (Franz Liszt)

Episodio 8
- Sonata al chiaro di luna (Ludwig Van Beethoven)
- Concerto per pianoforte e orchestra n. 2 in do minore, op. 18 (Sergej Vasil'evič Rachmaninov)

Episodio 9
- Studio op. 10 n. 4 (Fryderyk Chopin)
- Studio op. 25, n. 10 (Fryderyk Chopin)
- Studio op. 10 n. 5 Tasti neri (Fryderyk Chopin)
- Studio op. 10 n. 1 (Fryderyk Chopin)
- Studio op. 25, n. 5 (Fryderyk Chopin)
- Ballata n. 4 (Fryderyk Chopin)

Episodio 10
- Ballata n. 2 (Fryderyk Chopin)
- Notturno op. 9 n. 2 (Fryderyk Chopin)
- Studio op. 10 n. 8 (Fryderyk Chopin)
- Studio op. 10 n. 7 (Fryderyk Chopin)
- Studio op. 10 n. 12 (Fryderyk Chopin)
- Studio op. 25 n. 6 (Fryderyk Chopin)
- Walzer op. 34 n. 3 (Fryderyk Chopin)
- Bolero op. 19 (Fryderyk Chopin)
- Studio op. 25 n. 10 (Fryderyk Chopin)

Episodio 11
- Scherzo op. 2, n. 31 (Fryderyk Chopin)
- Studio op. 25 n. 4 (Fryderyk Chopin)
- Studio op. 25 n. 21 (Fryderyk Chopin)
- Ballata n. 1, op. 23 (Fryderyk Chopin)
- Preludio op. 28 n. 7 (Fryderyk Chopin)
- Studio op. 10 n. 8 (Fryderyk Chopin)
- Fantasia op. 49 (Fryderyk Chopin)

Episodio 12
- Studio op. 10, n. 1 (Fryderyk Chopin)
- Studio op. 10 n. 2 (Fryderyk Chopin)
- Notturno op. 9 n. 3 (Fryderyk Chopin)
- Valzer op. 64 n. 3 (Fryderyk Chopin)
- Valzer op. 64 n. 2 (Fryderyk Chopin)
- Valzer op. 64 n. 1 - Valzer del minuto (Fryderyk Chopin)

### Episodi anime
| Nº                            | Titolo italiano Giapponese 「Kanji」 - Rōmaji                                | In onda          | In onda           |
| Nº                            | Titolo italiano Giapponese 「Kanji」 - Rōmaji                                | Giapponese       | Italiano          |
| Prima stagione (12 episodi)   |                                                                              |                  |                   |
| 1                             | Il prescelto 「選ばれた手」 - Erabareta Te                                   | 9 aprile 2018    | 28 settembre 2018 |
| 2                             | Suonare Chopin 「ショパンを弾くために」 - Shopan o Hiku Tame ni              | 16 aprile 2018   | 28 settembre 2018 |
| 3                             | L'eredità di Mozart 「モーツァルトの遺言」 - Mōtsaruto no Yuigon             | 23 aprile 2018   | 28 settembre 2018 |
| 4                             | Il migliore 「一番のピアノ」 - Ichiban no Piano                              | 30 aprile 2018   | 28 settembre 2018 |
| 5                             | Il dio della competizione 「コンクールの神様」 - Konkūru no Kamisama         | 7 maggio 2018    | 28 settembre 2018 |
| 6                             | Il piano nella foresta 「森のピアノ」 - Mori no Piano                        | 14 maggio 2018   | 28 settembre 2018 |
| 7                             | Ritrovarsi 「再会」 - Saikai                                                 | 21 maggio 2018   | 28 settembre 2018 |
| 8                             | Una lettera di sfida 「挑戦状」 - Chōsen-jō                                  | 28 maggio 2018   | 28 settembre 2018 |
| 9                             | Nuovi segni a Varsavia 「ワルシャワの胎動」 - Warushawa no Taidō             | 4 giugno 2018    | 28 settembre 2018 |
| 10                            | Il concorso Chopin 「ショパン・コンクール」 - Shopan Konkūru                 | 11 giugno 2018   | 28 settembre 2018 |
| 11                            | Aria polacca 「ポーランドの新星」 - Pōrando no Shinsei                       | 25 giugno 2018   | 28 settembre 2018 |
| 12                            | fff 「ｆｆｆ（フォルティッシッシモ）」 - Fff (Forutisshisshimo)              | 2 luglio 2018    | 28 settembre 2018 |
| Seconda stagione (12 episodi) |                                                                              |                  |                   |
| 13                            | La vita di Chopin 「ショパンの旅路」 - Shopan no Tabiji                      | 27 gennaio 2019  | 24 giugno 2019    |
| 14                            | Tutto per il pianoforte 「懸ける想い」 - Kakeru Omoi                         | 3 febbraio 2019  | 24 giugno 2019    |
| 15                            | Risveglio 「覚醒」 - Kakuseu                                                 | 10 febbraio 2019 | 24 giugno 2019    |
| 16                            | Promessa 「約束」 - Yakusoku                                                 | 17 febbraio 2019 | 24 giugno 2019    |
| 17                            | Valutazioni 「審議は踊る」 - Shingi wa Odoru                                 | 24 febbraio 2019 | 24 giugno 2019    |
| 18                            | Requiem 「レクイエム」 - Rekuiemu                                            | 3 marzo 2019     | 24 giugno 2019    |
| 19                            | La miglior performance 「君の"1番"のために」 - Kimi no "1-ban" no Tame ni    | 10 marzo 2019    | 24 giugno 2019    |
| 20                            | La verità su Wei Pang 「パン・ウェイの真実」 - Pan Uei no Shinjitsu          | 17 marzo 2019    | 24 giugno 2019    |
| 21                            | La prova vivente 「あなたが生きた証に」 - Anata ga Ikita Akashi ni           | 24 marzo 2019    | 24 giugno 2019    |
| 22                            | La terra di Chopin 「ショパンの生まれた国で」 - Shopan no Umareta kuni de    | 31 marzo 2019    | 24 giugno 2019    |
| 23                            | Eroe 「ヒーロー」 - Hīrō                                                     | 14 aprile 2019   | 24 giugno 2019    |
| 24                            | Il miglior pianista del mondo 「世界一のピアニスト」 - Sekaīchi no Pianisuto | 14 aprile 2019   | 24 giugno 2019    |

## Film
Nel 2007 il manga ピアノの森 (Piano no mori?) era già stato adattato nel film d'animazione Piano Forest - Il piano nella foresta (ピアノの森?, Piano no Mori), diretto da Masayuki Kojimae. Il film era stato prodotto 8 anni prima della conclusione del manga e conteneva quindi solamente la parte della storia raccontata nei primi 47 capitoli del fumetto. I cinque episodi iniziali della serie televisiva possono essere considerate il remake della versione cinematografica.